# اوراق سفید

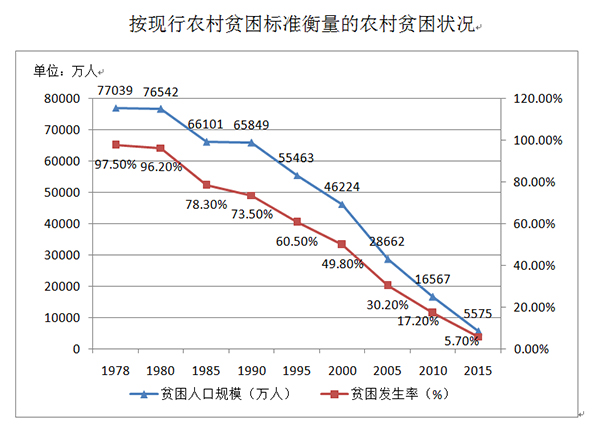
نمودار: فقر روستایی اندازه گیری شده با استاندارد فعلی فقر روستایی (منبع: Guoxin.com)

اوراق سفید(به انگلیسی White Paper) نوعی گزارش معتبر یا راهنما برای کمک به خوانندگان است که به منظور درک یک مسئله، حل یک مشکل، یا اتخاذ یک تصمیم تدوین می‌گردد. از اوراق سفید در دو حوزه اصلی استفاده می‌شود: دولت و بازاریابی کسب‌وکار به کسب‌وکار (به انگلیسی: business-to-business marketing).
سه نوع اصلی اوراق سفید عبارتند از:
1. بازاریابی
2. فناوری
3. دوگانه

اوراق سفید یک ابزار مشارکتی برای مستند سازی هستند، نه یک قطعیت غیرقابل تغییر از مقررات اوراق سفید تلاش می‌کنند که نقش دوگانه‌ای در معرفی و ارائه شرکت‌ها یا سازمان‌های دولتی ایفا کنند.

## اوراق سفید دولتی
اوراق سفید در دولت برای نخستین با توسط چرچیل در سال ۱۹۲۲ با عنوان اوراق سفید چرچیل (به انگلیسی: Churchill White Paper) مطرح گردید.

## در بازاریابی کسب‌وکار به کسب‌وکار
از دههٔ ۱۹۹۰ مقولهٔ اوراق سفید به مستندهایی که تلاش می‌کردند بازاریابی B2B را شرح دهند یا ابزارهای فروش گفته می‌شدند. در حال حاضر اوراق سفید تجاری بسیار بیشتر از اوراق سفید دولتی به کار می‌روند. 